# Giovanni Targioni Tozzetti
Giovanni Targioni Tozzetti (Firenze, 11 settembre 1712 – Firenze, 7 gennaio 1783) è stato un medico e naturalista italiano, capostipite di una illustre famiglia di scienziati, fu una delle figure di riferimento della cultura toscana del Settecento, al centro di una rete europea di contatti professionali e accademici.

## Biografia

### Le origini e i primi studi
Nato a Firenze l'11 settembre 1712 dal medico Benedetto Targioni e da Cecilia Tozzetti, seguì la tradizione di famiglia dedicandosi fin da giovane allo studio della medicina e delle scienze naturali. Entrato nel 1730 all'Università di Pisa e laureatosi in medicina e filosofia nel 1734 con Giovanni Lorenzo Stecchi, decise in seguito di dedicarsi allo studio della botanica, avendo come guida il grande naturalista fiorentino Pier Antonio Micheli. Dell'amico e maestro, con il quale condusse svariati viaggi d'esplorazione naturalistica per la Toscana, redasse un'accurata biografia pubblicata nel 1858.
Ammesso fin dal 1734 nella Società Botanica Fiorentina e dal 1735 nella Società Colombaria, il 7 gennaio 1737 succedette al defunto Micheli prima come lettore, poi professore di botanica nello Studio fiorentino, assumendo anche la carica di "custode" del Giardino dei Semplici che manterrà fino al 1746.

### Le attività negli anni della Reggenza

Frontespizio di Relazioni d'alcuni viaggi fatti in diverse parti della Toscana per osservare le produzioni naturali e gli antichi monumenti di essa di Giovanni Targioni Tozzetti (Firenze, 1768-1779)

Scienziato dai vastissimi interessi e tra gli eruditi più in vista della sua epoca, fu molto attivamente coinvolto nella politica di riforme e di riorganizzazione dello stato avviata negli anni 1737-65 dal Consiglio di Reggenza Imperiale della Toscana. Nominato insieme ad Antonio Cocchi prefetto della Biblioteca Magliabechiana il 1º marzo 1739, mantenne tale carica fino al 1777, impegnandosi a fondo nel riordino di una gran mole di documenti editi ed inediti, divenendo anche, a seguito di nomina governativa, revisore alle stampe per la pubblicazione delle opere di fisica e medicina (4 aprile 1743, con conferma dell'incarico il 24 novembre 1763).
Eletto all'Accademia della Crusca nel 1745 e all'Accademia Etrusca di Cortona nel 1749, il 4 giugno 1753 fu uno dei soci fondatori dell'Accademia dei Georgofili, per la quale pubblicò diverse memorie partecipando anche alla redazione dei suoi primi regolamenti.
Dal 1750 medico all'Ospedale di Santa Maria Nuova di Firenze, dove si occupò degli incurabili e dei malati mentali, fu nominato in seguito medico di corte, consulente del Magistrato di sanità, decano del Collegio medico cittadino e nel 1756 fu tra i primissimi in Italia a praticare vaccinazioni antivaiolose presso lo Spedale degli Innocenti.
Collaboratore tra il 1740 e il 1742 della rivista Novelle letterarie, in seguito del Giornale dei letterati di Firenze e poi dal 1754 del Magazzino italiano d'istruzione e piacere di Livorno, su commissione della Reggenza e dell'Accademia dei Georgofili intraprese una serie di viaggi naturalistici che, tra il 1742 e il 1745, lo portarono a percorrere e visitare buona parte della Toscana. Notevole frutto di queste fatiche è lo scritto Viaggi fatti in diverse parti della Toscana per osservare le produzioni naturali e gli antichi monumenti di essa che, redatto in collaborazione con Ferdinando Morozzi, fu pubblicato in due diverse edizioni, la prima in sei volumi (Firenze, 1751-54), la seconda in dodici volumi (Firenze, 1768-79) con dedica al nuovo Granduca Pietro Leopoldo. In quest'opera, fondamentale descrizione della Toscana dal punto di vista sia storico che scientifico, l'erudizione del Targioni Tozzetti è lasciata libera di spaziare nelle più varie branche del sapere, dalla botanica (in special modo la patologia vegetale) alla medicina, dalla zoologia alla mineralogia, dalla geografia alla storia, dall'agricoltura all'architettura.
Dedicatosi nei medesimi anni anche alla redazione di una monumentale opera sulla corografia e topografia fisica della Toscana, nel 1754 riuscì a darne alle stampe solo una piccola parte con uno scritto dal titolo Prodromo della corografia e della topografia fisica della Toscana mentre la maggior parte del testo si è conservata nella sola forma manoscritta sotto il titolo Selva di notizie spettanti all’origine de’ progressi e miglioramenti delle scienze fisiche in Toscana, per uso del dottore Ottaviano suo figlio, oggi custodito presso la Biblioteca Nazionale Centrale di Firenze.

Nel 1763, incaricato di riordinare le collezioni naturalistiche di proprietà granducale, redasse un ampio catalogo dei reperti rimasto in forma manoscritta nel quale proponeva la costituzione di un museo scientifico, poi realizzato nel 1775 con la fondazione del Reale Museo di fisica e storia naturale da parte del granduca Pietro Leopoldo. 

Prima pagina del manoscritto di Giovanni Targioni Tozzetti Catalogo delle produzioni naturali che si conservano nella Galleria imperiale di Firenze (1763)

### Gli ultimi anni
Con l'affermarsi di un nuovo assetto politico-istituzionale dovuto all'ascesa al trono di Pietro Leopoldo (1765) il Targioni Tozzetti, pur parzialmente emarginato dalla vita pubblica, rimase comunque personaggio centrale nel mondo scientifico toscano.
Di questi anni sono una serie di relazioni che, in linea con l'impegno riformatore granducale, spaziano nei campi di molteplici problematiche, dalla coltivazione dei cereali (Sitologia ovvero Raccolta di osservazioni, di esperienze e ragionamenti sopra la natura e qualità dei grani e delle farine per il panificio con l'aggiunta di altri trattati utilissimi agli agricoltori ed ai mercanti, Livorno, 1765), alla panificazione (Breve istruzione circ’ai modi di accrescere il pane col mescuglio d’alcune sostanze vegetabili, dopo il 1766) e all’ambiente (Disamina di alcuni progetti fatti nel secolo XVI per salvar Firenze dalle inondazioni dell’Arno, Firenze, 1767), dalla lotta alle epidemie (Relazione delle febbri che si sono provate epidemiche in diverse parti della Toscana l’anno MDCCLXVII, Firenze, 1767) sino alla storia della scienza (Notizie degli aggrandimenti delle scienze fisiche accaduti in Toscana nel corso di anni LX del secolo XVII, Firenze, 1780).
Di particolare rilievo in questo periodo fu la pubblicazione dell'Alimurgia o sia Modo di rendere meno gravi le carestie (Firenze, 1767), opera dove lo scienziato, esaminando le cause delle carestie che devastarono gli stati italiani negli anni 1763-67, individua nella ruggine del grano il parassita responsabile dei cattivi raccolti e dove propugna l'utilizzo dei surrogati del grano per l'alimentazione umana. Alle critiche che lo scritto gli attirò ad opera del fisiologo Felice Fontana, il quale gli imputava macroscopiche carenze nell'applicazione del metodo osservativo-sperimentale, il Targioni Tozzetti rispose con il libello Analisi e difesa della celebre opera intitolata Alimurgia (Venezia, 1769).
Dal matrimonio celebrato nel 1747 con Maria Brigida Dandini, figlia del celebre pittore Ottaviano, discese un'importante dinastia di naturalisti che annovera il figlio Ottaviano (1755-1829), botanico, il nipote Antonio (1785-1856), sempre botanico e il pronipote Adolfo (1823-1902), zoologo.
Morì a Firenze il 7 gennaio 1783 e fu sepolto nella Basilica di Santa Croce dove oggi si può ammirare il suo monumento funebre, costituito da un busto e da una lunga epigrafe, fatto erigere nel 1844 dal nipote Antonio con la consorte Fanny.

## Libri, carte personali e raccolte scientifiche
La documentazione relativa ai Targioni Tozzetti (famiglia e in particolare i più noti Giovanni, Ottaviano, Antonio, Adolfo) risulta dispersa tra varie Istituzioni.
Nel 1904 l'Istituto di Studi Superiori di Firenze acquisì dagli eredi di Adolfo, pronipote di Giovanni, buona parte dei documenti di famiglia. Questi, a seguito di una serie di cambiamenti istituzionali, sono entrati a far parte del patrimonio Biblioteca di Scienze dell'Università di Firenze, nella sede del Polo Scientifico.
Presso la sezione di zoologia "La Specola" del Museo di storia naturale di Firenze, si conservano 14 scatole di documenti delle famiglie Targioni Tozzetti e Dandini, parte del medesimo fondo oggi depositato presso la sede del Polo scientifico della Biblioteca di Scienze.
La Biblioteca Nazionale Centrale di Firenze ha acquisito tra il 1851 e il 1894 una parte delle carte dei Targioni Tozzetti, incluso il carteggio di Giovanni.
Altra documentazione relativa ai Targioni Tozzetti è conservata presso il Museo Galileo di Firenze.
Tracce dell'attività di Giovanni Targioni Tozzetti conserva infine l'Archivio storico dell'Accademia dei Georgofili, ente quest'ultimo di cui lo scienziato fu socio fondatore nel 1753.
Si conserva invece presso la sezione di mineralogia e litologia del Museo di storia naturale dell'Università di Firenze la collezione mineralogica di Giovanni Targioni Tozzetti, una raccolta di circa 9000 campioni tra rocce e minerali che, comprendente anche una sezione appartenuta a Pier Antonio Micheli, fu in parte ampliata dal figlio Ottaviano.
La sezione di botanica del Museo di storia naturale custodisce quello che oggi è denominato Erbario Micheli e Targioni Tozzetti, un'ingente raccolta di campioni essiccati di piante formata in origine dal Micheli ma poi arricchita e rimaneggiata da Giovanni, Ottaviano e Antonio Targioni Tozzetti, che andarono ad aggiungervi i loro reperti.

## Omaggi
- Gli è stata intitolata una via a Putignano, frazione del comune di Pisa.

## Opere principali

### Manoscritti
- Selva di notizie spettanti all’origine de’ progressi e miglioramenti delle scienze fisiche in Toscana, per uso del dottore Ottaviano suo figlio.
- Catalogo delle produzioni naturali che si conservano nella Galleria imperiale di Firenze, 1763.
- Catalogo generale dei manoscritti Magliabechiani, 1768-1775?.

### Monografie

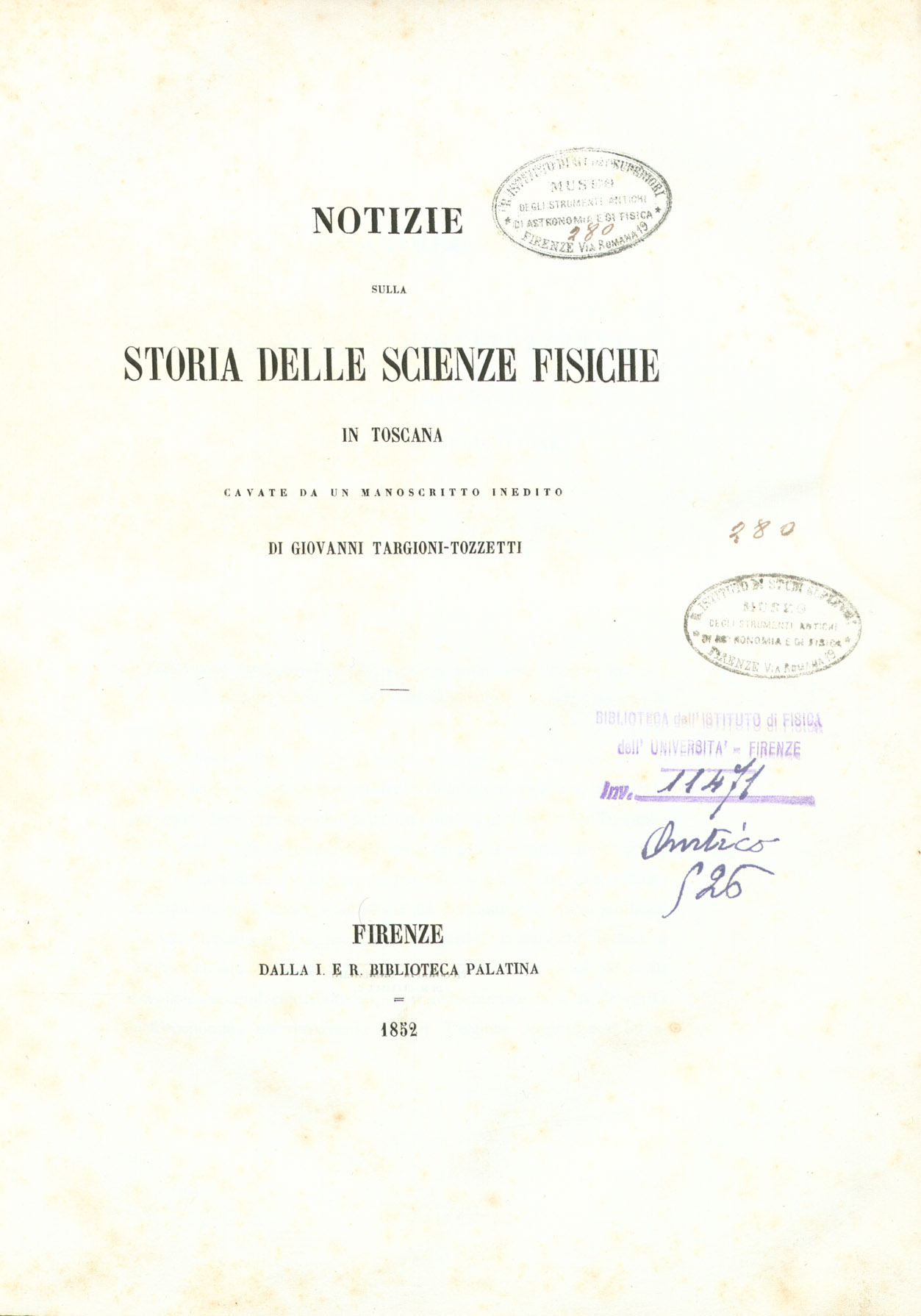
Notizie sulla storia delle scienze fisiche in Toscana, 1852

- Lettera sopra una numerosissima specie di farfalle vedutasi in Firenze sulla metà di luglio 1741, Firenze, Giovanni Battista Bruscagli & C., 1741.
- Prodromo della corografia e della topografia fisica della Toscana, in Firenze, nella Stamperia imperiale, 1754. URL consultato il 16 dicembre 2021.
- Viaggi fatti in diverse parti della Toscana per osservare le produzioni naturali e gli antichi monumenti di essa, in Firenze, nella stamperia imperiale, 1751-1754.
- Relazioni d'innesti di vaiuolo fatti in Firenze nell'autunno dell'anno 1756, in Firenze, appresso Andrea Bonducci, 1757. URL consultato il 16 dicembre 2021.
- Ragionamenti sull'agricoltura toscana, Lucca, Iacopo Giusti, 1759.
- Sitologia ovvero Raccolta di osservazioni, di esperienze e ragionamenti sopra la natura e qualità dei grani e delle farine per il panificio con l'aggiunta di altri trattati utilissimi agli agricoltori ed ai mercanti, Livorno, per Marco Coltellini all'insegna della Verità, 1765.
- Breve istruzione circ’ai modi di accrescere il pane col mescuglio d’alcune sostanze vegetabili, [s.l.], [s.n.], [dopo il 1766].
- Disamina di alcuni progetti fatti nel secolo XVI per salvar Firenze dalle inondazioni dell’Arno (PDF), Firenze, Stamperia Cambiagi, 1767. URL consultato il 16 dicembre 2021 (archiviato dall'url originale il 16 dicembre 2021).
- Relazione delle febbri che si sono provate epidemiche in diverse parti della Toscana l’anno MDCCLXVII, in Firenze, nella stampería di S.A.R. per Gaetano Cambiagi, 1767.
- Alimurgia o sia Modo di render meno gravi le carestie, Firenze, per il Moücke : a spese di Giuseppe Bouchard libraio in Mercato nuovo, 1767. URL consultato il 16 dicembre 2021.
- Raccolta di teorie osservazioni e regole per ben distinguere, e prontamente dissipare le asfissie o morti apparenti dette anche morti repentine..., Firenze, Gaetano Cambiagi, 1773.
- Viaggi fatti in diverse parti della Toscana per osservare le produzioni naturali e gli antichi monumenti di essa, in Firenze, nella Stamperia granducale : per Gaetano Cambiagi, 1768-1779. URL consultato il 16 dicembre 2021.
- Notizie degli aggrandimenti delle scienze fisiche accaduti in Toscana nel corso di anni LX del secolo XVII, in Firenze, si vende da Giuseppe Bouchard libraio in Mercato Nuovo, 1780.
- Notizie sulla storia delle scienze fisiche in Toscana, Firenze, Biblioteca Palatina, 1852.
- Notizie della vita e delle opere di Pier Antonio Micheli, Firenze, Le Monnier, 1858. URL consultato il 6 dicembre 2021.